# Храм Нисиномия
Храм Нисиномия (яп. 西宮神社 Нисиномия-дзиндзя) — синтоистский храм в городе Нисиномия, префектура Хёго, Япония. Это главный храм паломничества для почитателей Эбису — одного из так называемых Семи богов удачи. Считается, что под храмом расположено около 3500 святынь. Местные жители ласково называют божество «Эбессан».

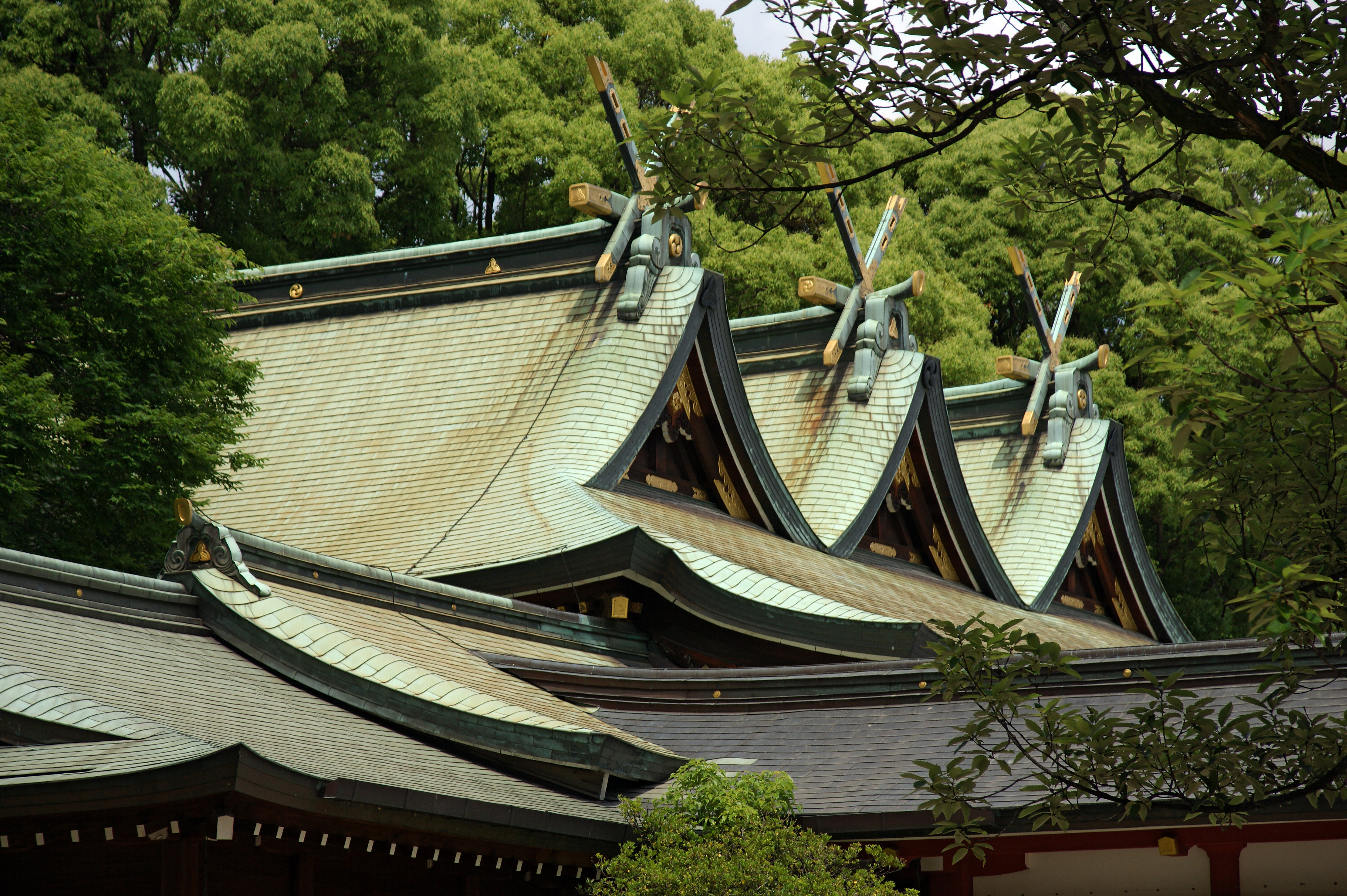
Хондэн

Храм известен благодаря тому, что каждый год здесь проходит фестиваль Тока-Эбису, на котором с 9 по 11 января люди молятся за развитие бизнеса, удачу, здоровье и материальное благополучие. На восьмой день наступившего года богам преподносится большой тунец. После этого все ворота закрываются, чтобы вновь открыться в 6:00 утра. В этот момент под бой барабанов все ожидающие снаружи у главных ворот люди бегут наперегонки к главному залу Хондэн. Трое первых прибежавших становятся «фукуотоко» или «счастливым человеком года», а первый прибежавший — «самый счастливый человек года». Этот ритуал называется «каймон синдзи фукуотоко эраби» и сохранился он еще с периода Эдо. Известно, что ежегодно это событие привлекает порядка 6000 бегунов, а сам фестиваль посещает порядка миллиона человек ежегодно.

## Объекты поклонения
Храм Нисиномия имеет три небольших внутренних святилища, а у каждого святилища есть по 1 или 2 ками. В первом святилище расположены Нисиномия-Ооками, или Эбису-но-микото, называемый Эбису. Ками второго святилища — Аматерасу-Омиками и Оокунинуси-но-Микото. В третьем святилище — Сусаноо-но-Микото.

## История
Дата основания неизвестна. Однако существует теория, что храм привлекал последователей еще в период Хэйан под названием Эбису-ся. На протяжении многих веков он был известен как Нангу-ся, «Южный Храм» в связи со своим статусом второстепенного к храму Хирота, расположенного к северу от Нисиномия. Сам храм Нисиномия имел подобные отношения с храмом Косикива, который иногда называли 'Кита-но-Эбису', что означает 'Северный Эбису'.

## Как найти
- Станция Нисиномия (Хансин) на линии Hanshin Main Line.
- Станция Нисиномия (JR West) на линии JR Kobe Line.

## Галерея

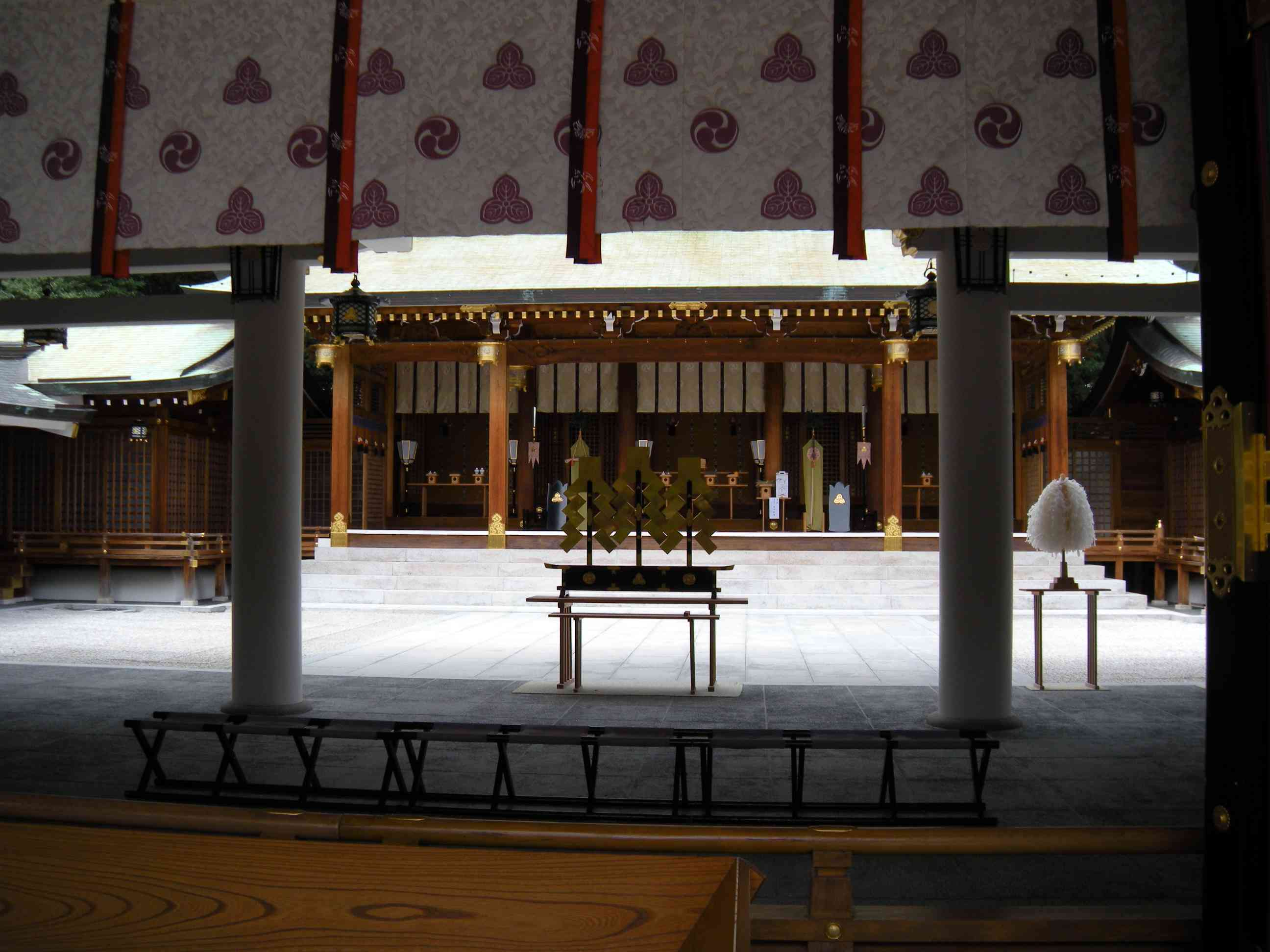
Храм Нисиномия
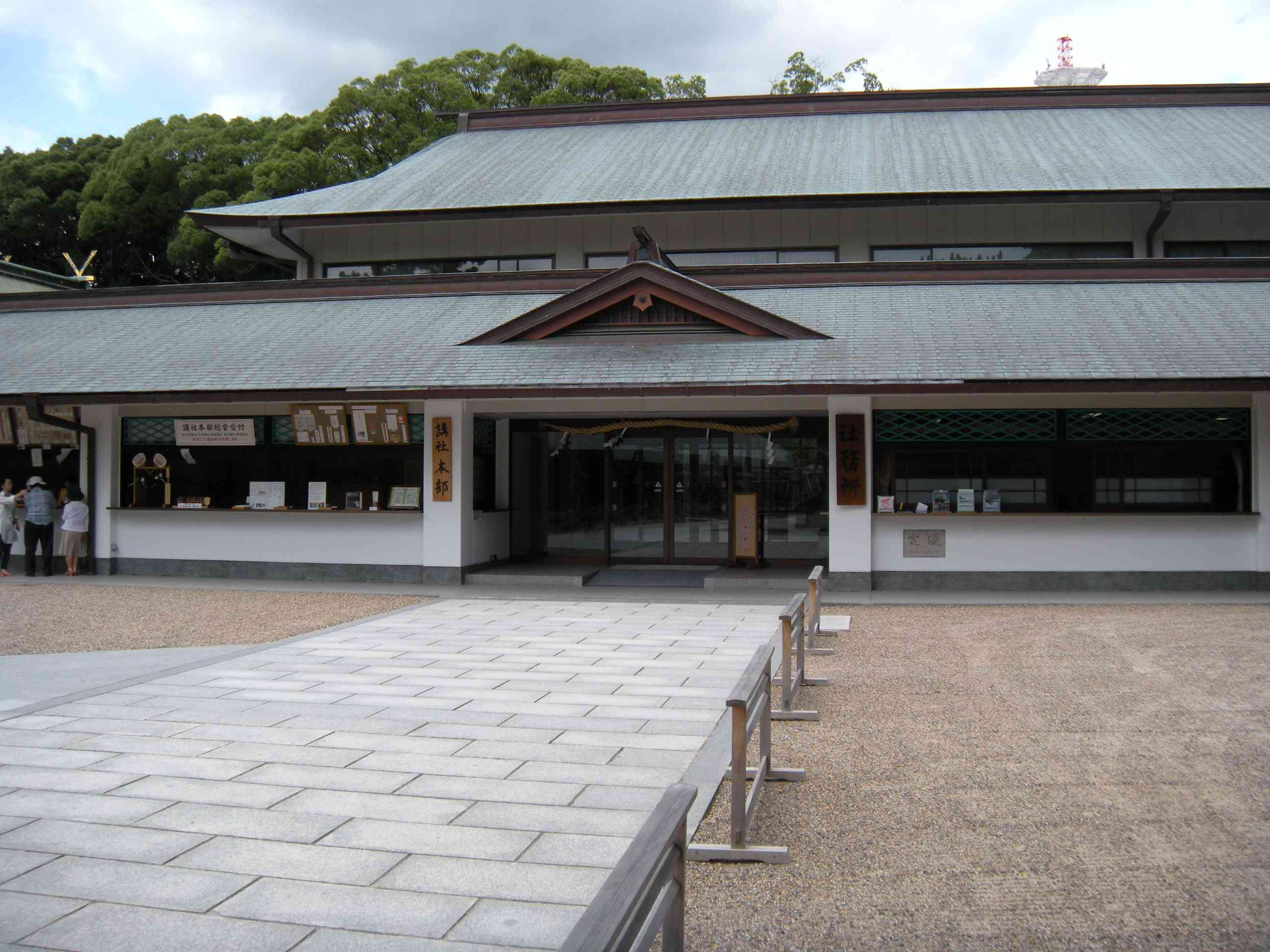
Административное здание храма
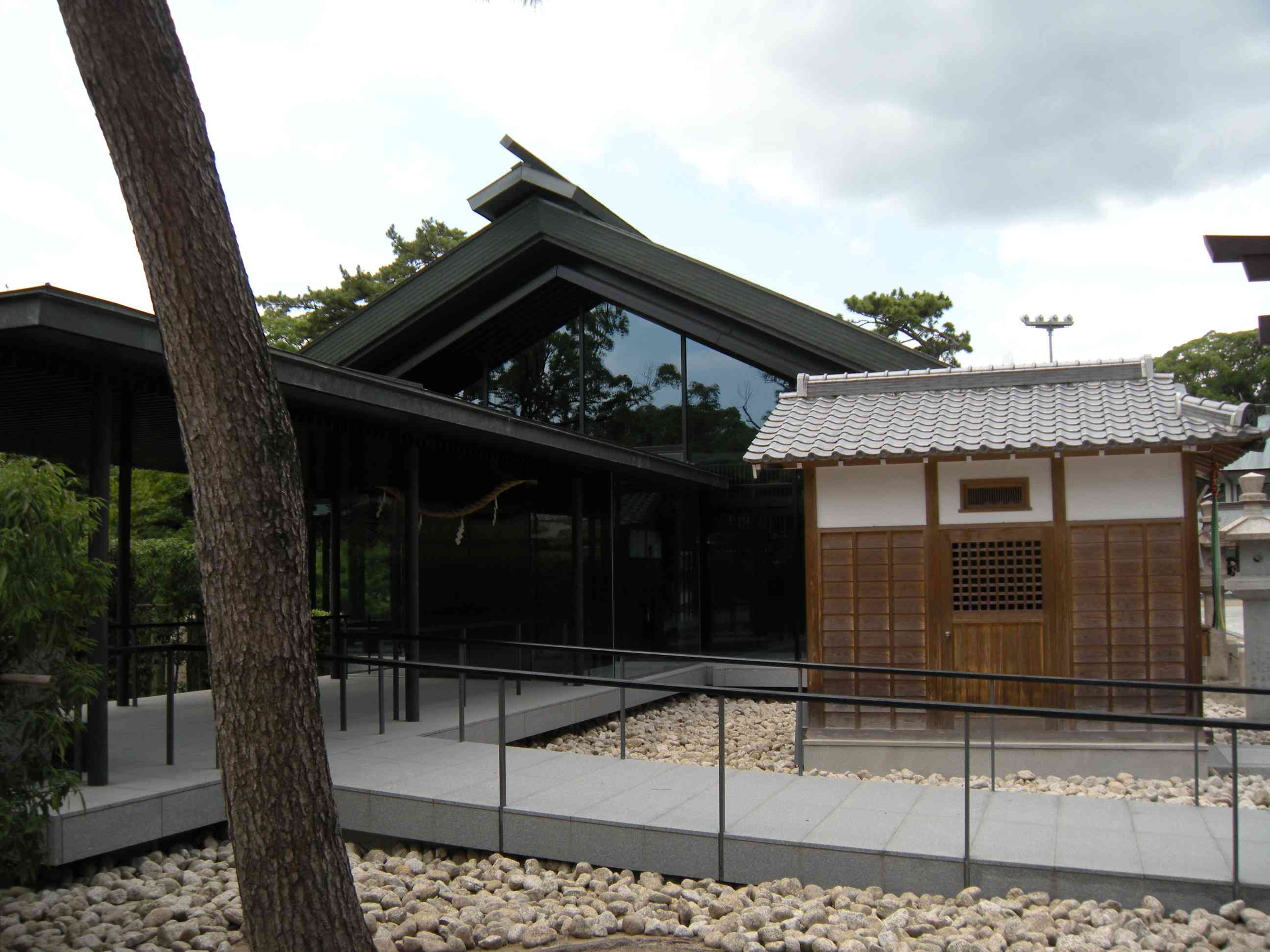
Молитвенный зал
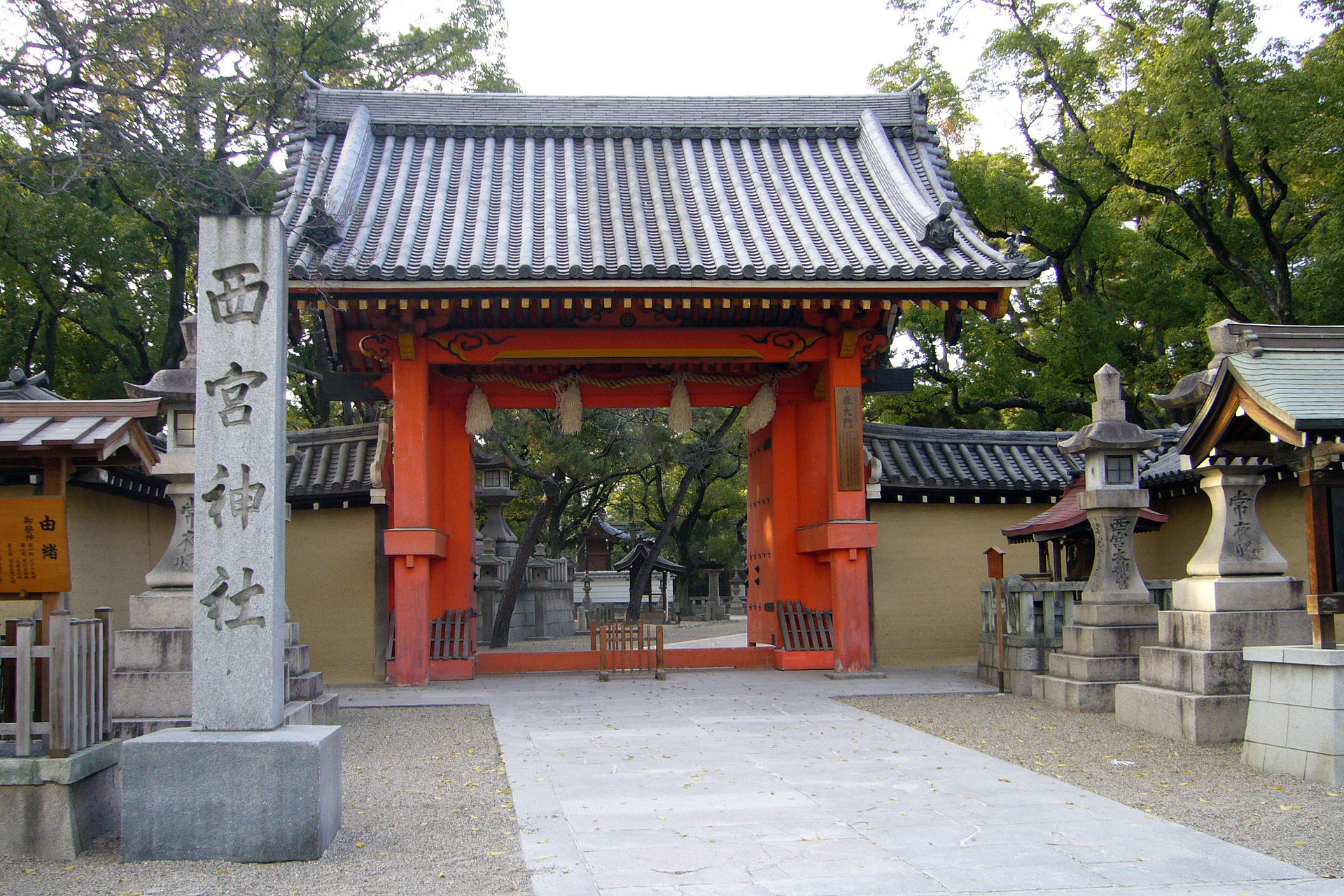
Ворота Омоте-мон
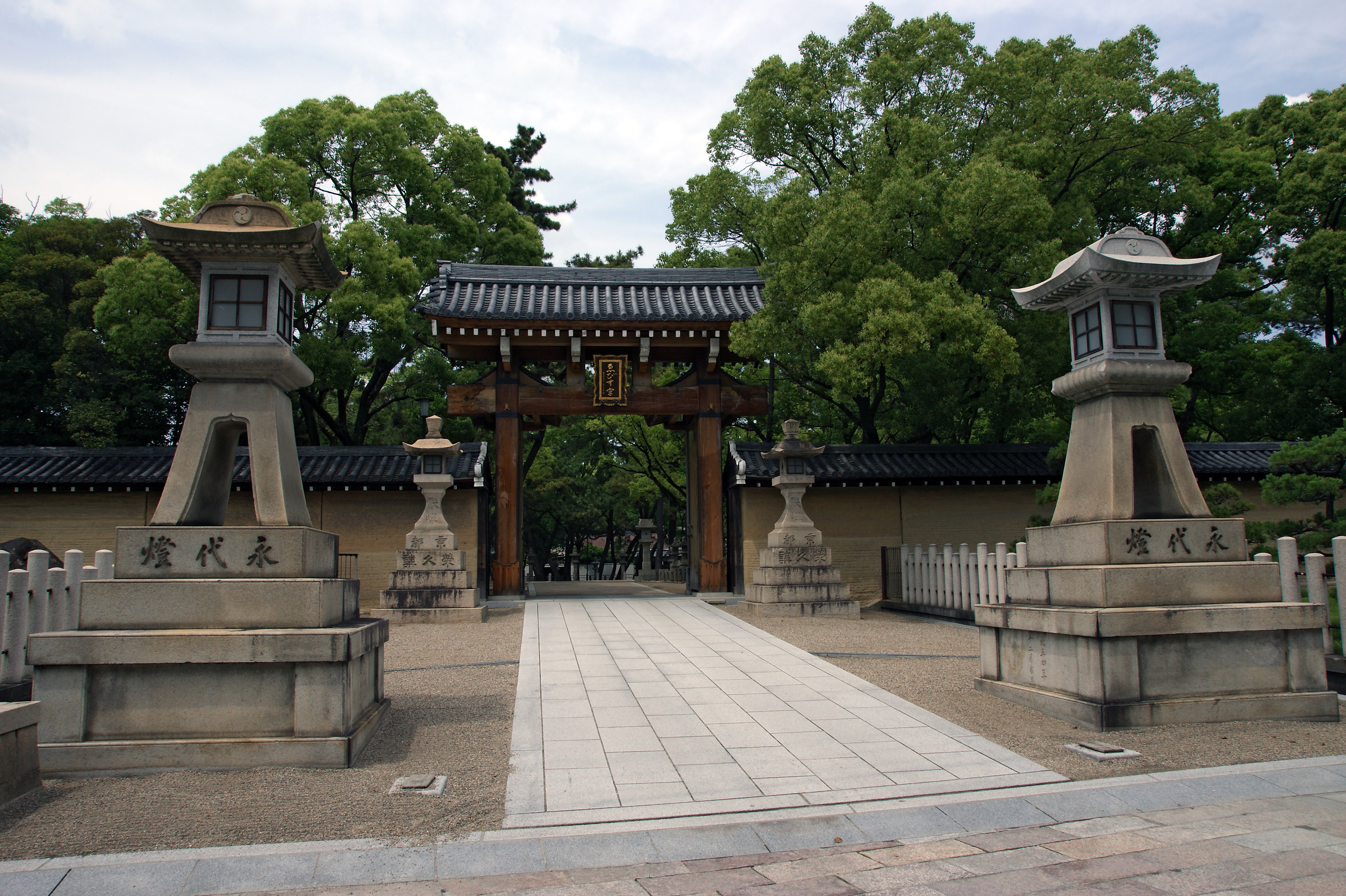
Южные ворота
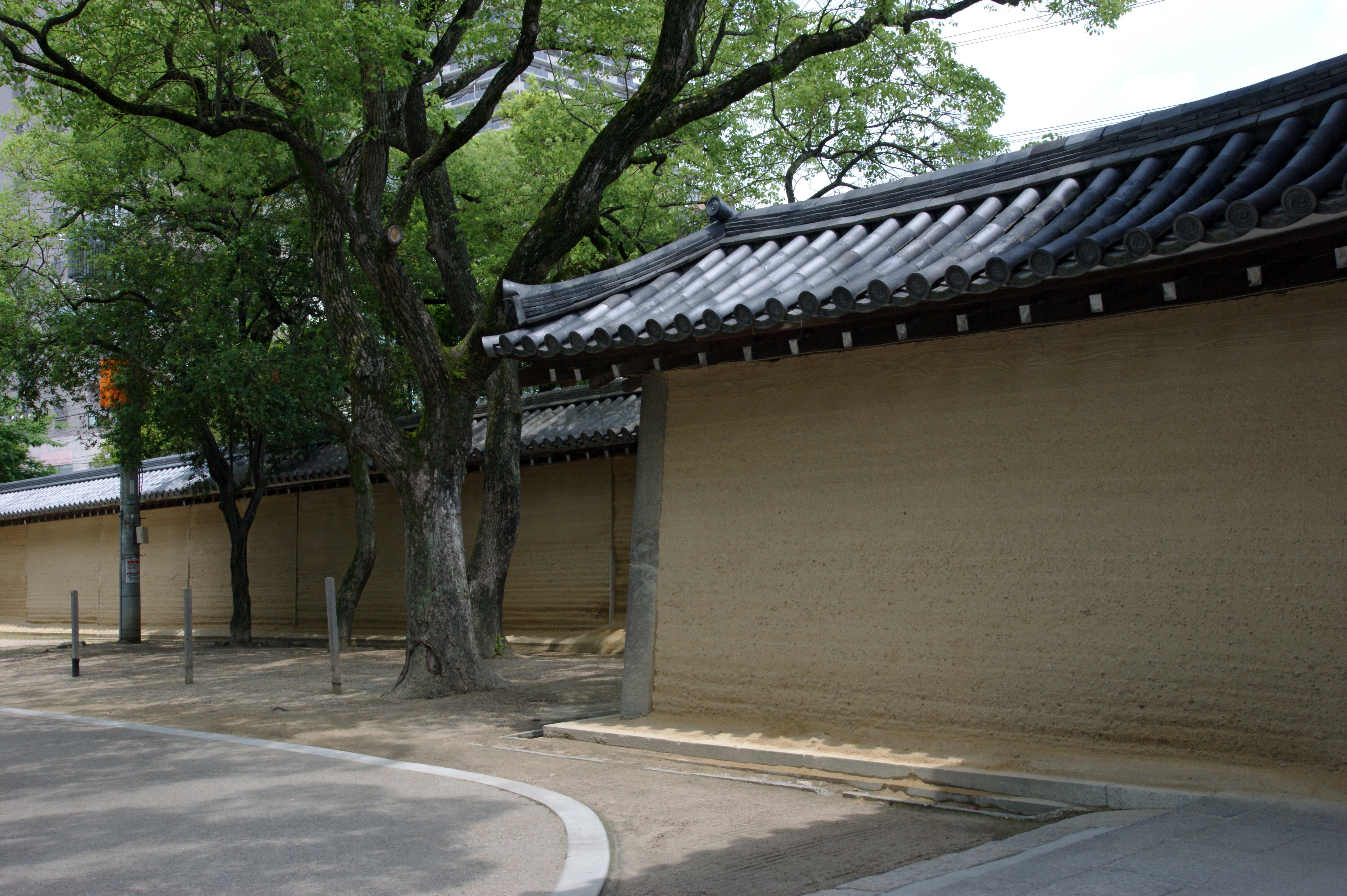
Большой тренировочный зал